# البوابة الوطنية للعمل
البوابة الوطنية للعمل (طاقات) برنامج يقدم باقة من الخدمات المتخصصة مقدمة من صندوق تنمية الموارد البشرية (هدف) موجهة لدعم التوظيف للباحثين عن العمل من مواطني المملكة العربية السعودية وتتركز خدمات طاقات على الربط الوظيفي بين الباحثين عن عمل وبين الجهات الموظفة من القطاع الخاص حيث يتم عرض الفرص الوظيفية المتوفرة للباحثين عن العمل من خلال عدة قنوات مثل موقع التوظيف الإلكتروني ومراكز التأهيل والتوظيف بالإضافة إلى ذلك تقدم طاقات فرص تدريبية وتأهيلية تتناسب مع احتياجات سوق العمل من خلال مراكز التأهيل والتوظيف ومواقع التدريب الالكترونية.

## وصلات داخلية
- المملكة العربية السعودية
- صندوق تنمية الموارد البشرية (هدف)
- عاطل عن العمل